# Радиолюбительская аварийная служба
В периоды чрезвычайных ситуаций любительское радио часто используется как средство связи, когда отказывают проводные телефоны, мобильная связь и другие традиционные способы связи. В отличие от коммерческих сетей связи, любительское радио независимо от инфраструктуры. Оно не имеет «узких мест», как, например, базовые станции сотовой связи.
Радиолюбители принимали участие в аварийно-спасательных работах в 1927 году во время наводнения в США. Есть сведения, что впервые любительское радио было применено для аварийной связи в 1913 году во время наводнения в городе Колумбус, Огайо.
В 1928 году в Арктике потерпела крушение экспедиция Умберто Нобиле. Сигнал, посылаемый со льдины радистом экспедиции Джузеппе Бьяджи, первым принял на самодельный приёмник советский радиолюбитель Николай Рейнгольдович Шмидт, житель деревни Вознесенье-Вохма Северо-Двинской губернии.
Недавние примеры аварийной работы радиолюбителей — террористические акты 11 сентября 2001 года, отключение энергии в Северной Америке в 2003 году, ураган Катрина в 2005 году. Любительское радио использовалось для координации аварийно-спасательных работ, когда другая связь не действовала.
В сентябре 2004 года любительское радио использовалось для оперативного информирования об урагане Фрэнсис. В декабре 2004 года землетрясение и последующее цунами нарушило все коммуникации на Андаманских островах, за исключением оборудования радиолюбителей, координировавших спасательные работы. Аварийную связь обеспечивали радиолюбители КНР в 2008 после землетрясения и американские — во время урагана Айк.

## В России

### РАС Сибири — RE0RAS
Межрегиональная радиолюбительская служба Сибири Урала и Дальнего Востока - РАС существует с 1988 года. Ведущая радиостанция — RE0RAS. С 2021 года радиостанция получила позывной RJ0A. Организация изменила статус, теперь является неформальным объединением радиолюбителей.

### Пермская региональная РАС
РАС в Перми на базе станции RW9FWB существует и действует с 2000 года.

### Комитет СРР
Президиум Союза радиолюбителей России (СРР) на своём заседании 4 октября 2012 года утвердил Положение о Комитете по подготовке радиооператоров любительской службы к действиям в условиях ЧС и взаимодействию с МЧС. Председателем Комитета назначен Евгений Родыгин (RU4PG). Основой работы Комитета является соглашение между СРР и Национальным центром управления в кризисных ситуациях (НЦУКС) МЧС России, заключённое 11 сентября 2012 года.

### Байкальская РАС
Региональная общественная организация "Байкальская Аварийная Радиолюбительская Служба БАРС" создана в 2013 году. Ведущая радиостанция - RC0RA, г. Иркутск.

## В мире
Радиолюбительские аварийные службы существуют во всём мире и пользуются поддержкой Международного радиолюбительского союза, IARU. С 2007 года регулярно проводятся Всемирные Конференции по Аварийной Радиолюбительской Связи, GAREC.

### Интернациональные организации

#### GEM
GEM, Global Emergency Communications - сеть добровольцев, которая объединяет обычное любительское радиопередающее оборудование посредством сети Интернет с целью создания контакта между районами стихийных бедствий и источниками помощи и поддержки.

#### GDACS
GDACS, Global Disaster Alert and Coordination system.

#### IRESC
IRESC, International Radio Emergency Support Coalition

### Национальные организации

#### Великобритания
RAYNET.

#### Индия
Подразделение ARSI.

#### Ирландия
AREN.

#### Испания
REMER.

#### Канада
ARES.

#### Нидерланды
DARES.

#### Новая Зеландия
AREC.

#### США
ARES, RACES, SATERN, SKYWARN, AUXCOMM.

#### Тринидад и Тобаго
EARS.

#### Украина
Академия Украинской Службы Спасения.

#### Хорватия
HRSVKS.

#### Южно-Африканская Республика
HAMNET.